# Hermann Überreiter
Hermann Überreiter (* 27. Mai 1907; † 1989) war ein deutscher Jurist und Kommunalpolitiker (Bayernpartei).

## Werdegang
Überreiter war vom 2. Juli 1948 bis 30. April 1958 Oberbürgermeister von Rosenheim.